# RS-110
La RS-110 est une route locale du Nord-Est de l'État du Rio Grande do Sul qui relie la RS-020, sur le territoire de São Francisco de Paula, à la commune de Bom Jesus, jusqu'au rio Pelotas, à la limite avec l'État voisin de Santa Catarina. Elle est utilisable, mais en conditions précaires sur certains points de son parcours. Elle dessert les municipalités de São Francisco de Paula, Jaquirinha et Bom Jesusest, et est longue de 137,910 km.